# Storia del movimento partigiano a Genova
La storia del movimento partigiano a Genova comprende le azioni partigiane avvenute nel periodo della seconda guerra mondiale che va dal settembre '43 all'aprile '45, durante la guerra di liberazione dal nazifascismo.

## Resistenza nell'entroterra: le formazioni di montagna
Fin dall'inizio della guerra di Liberazione, lo spartiacque dello schieramento partigiano era il tracciato dell'allora Camionale, oggi Autostrada A7, collegamento fondamentale fra Genova e la val Padana.

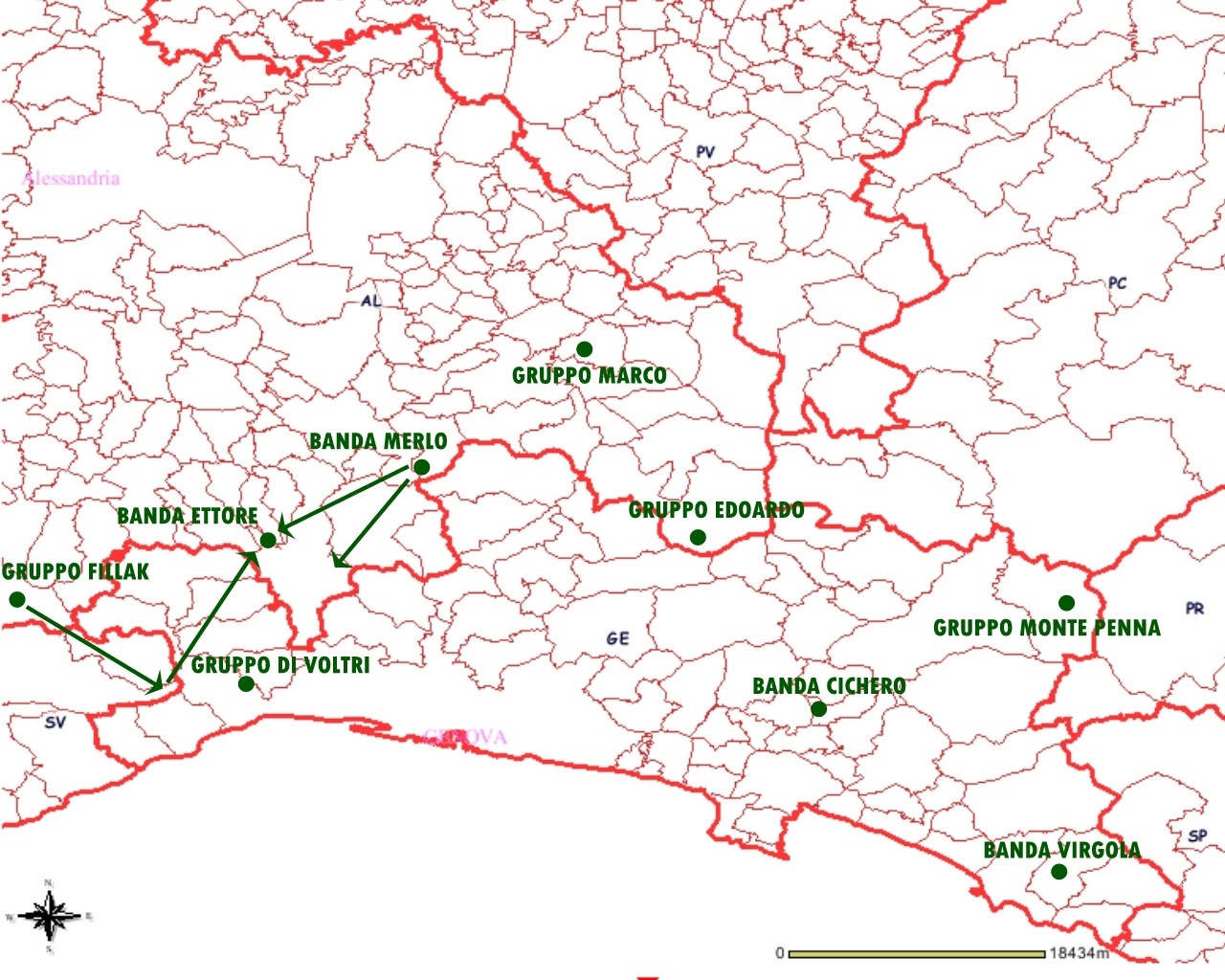
I primi gruppi partigiani nel genovese

Tra i primi gruppi formatisi già nel settembre 1943 nella zona ad ovest della Camionale, ricordiamo il Gruppo Fillak a Pian Castagna e la Banda Merlo sul Monte Porale. Entrambi confluirono nel dicembre dello stesso anno nella zona dei Laghi della Lavagnina, dove operava anche la Banda Ettore. Era inoltre attivo anche un gruppo sulle alture di Voltri.
Ad est della Camionale si formarono invece il Gruppo Edoardo sul Monte Antola e la Banda Cichero alle pendici del Monte Ramaceto. In collegamento con queste formazioni, anche se geograficamente piuttosto distanti, ricordiamo la Banda Virgola sul Monte Capenardo, il Gruppo del Monte Penna ed il Gruppo Marco a Dernice, nel tortonese.

Il settore occidentale, denominato inizialmente III Zona, nelle intenzioni degli antifascisti genovesi doveva diventare il fiore all'occhiello dello schieramento partigiano, ma fu invece più di altri vittima dei continui attacchi nemici, che ne misero in pericolo anche la stessa sopravvivenza. Nel gennaio 1944 i gruppi confluiti alla Lavagnina si unirono per dare vita alla III Brigata Garibaldi–Liguria, che arrivò alle 500 unità prima di venire spazzata via dal rastrellamento della Benedicta, nell'aprile successivo. 

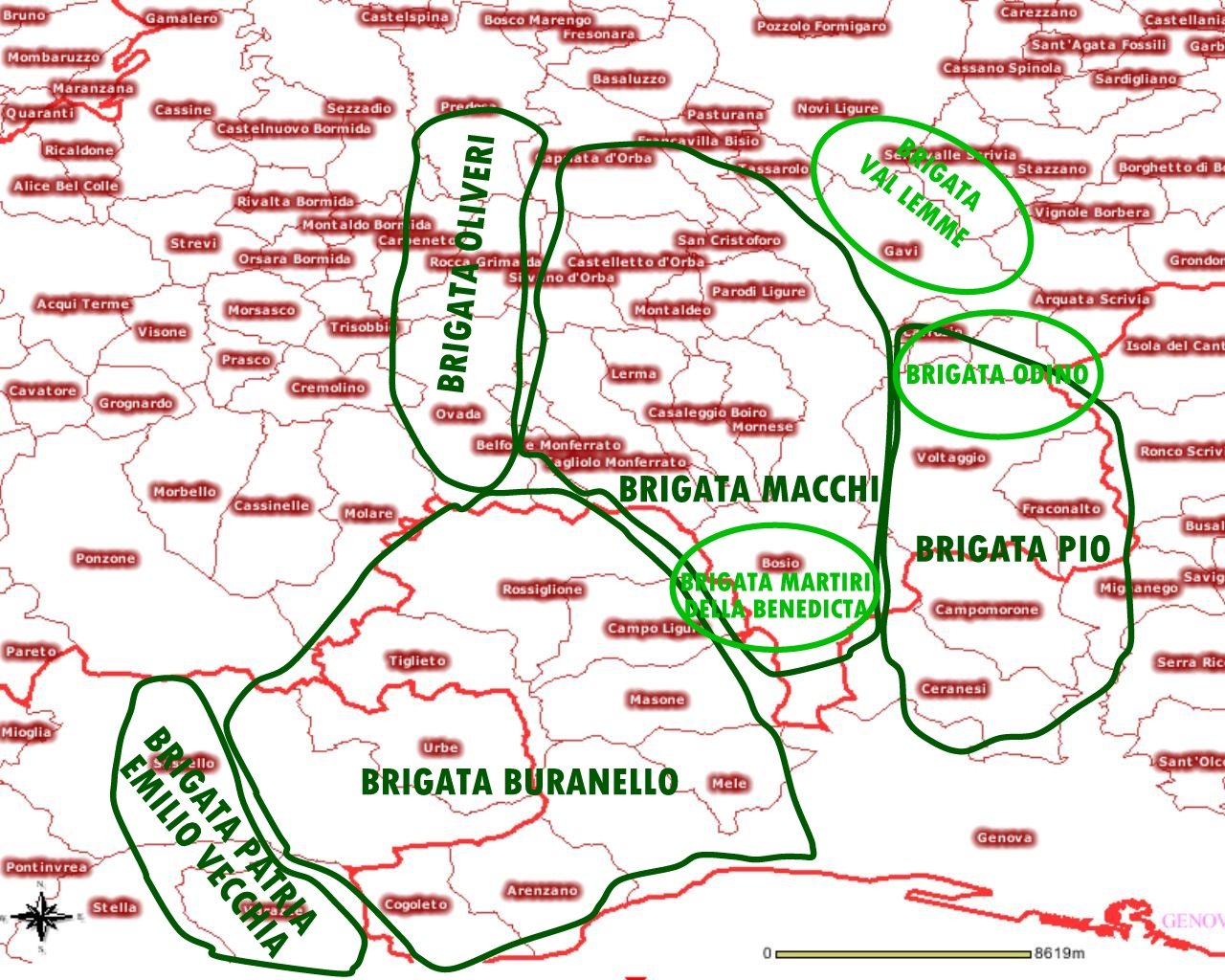
La Divisione Mingo alla vigilia della Liberazione

 La zona fu sconvolta da un secondo rastrellamento subito in agosto, proprio mentre i gruppi di sbandati si stavano riorganizzando. Tra i principali nuclei partigiani ricordiamo la Brigata Buranello, attiva nella zona del monte Dente, e la Brigata Italo–Russa di Sabotaggio (BIRS), della zona di Capriata d'Orba, in cui si distinse la medaglia d'oro al valor militare Fiodor Poletaev, detto il Gigante russo. La coagulazione delle bande locali non fu fermata dai rastrellamenti, e si arrivò alla nascita della Divisione Doria, diventata poi II Divisione Unificata Ligure–Alessandrina. Anche questa formazione ebbe vita breve: fu stroncata da un altro rastrellamento nemico nell'ottobre successivo. Il Comando della VI Zona partecipò attivamente nella ricostruzione della forza partigiana nel settore, creando nel novembre 1944 la Divisione Mingo, attestata a sud della linea immaginaria passante per Sassello, Olbicella, Molare, Cremolino, Carpeneto, Montaldo, Predosa e Basaluzzo, a seguito della spartizione delle zone con la Divisione Matteotti–Marengo e la 10ª Divisione Alessandria. La formazione arrivò alla Liberazione con oltre 1200 uomini che coprivano il III settore della VI Zona, da Sampierdarena a Varazze, fino al vertice nord costituito da Capriata d'Orba. L'organigramma della Divisione comprendeva le Brigate Patria Emilio Vecchia, Buranello, Oliveri, Pio e Macchi. Nella zona erano attive anche alcune brigate autonome, come la Brigata Martiri della Benedicta, la Brigata Val Lemme-Capurro e la Brigata Autonoma Giancarlo Odino.

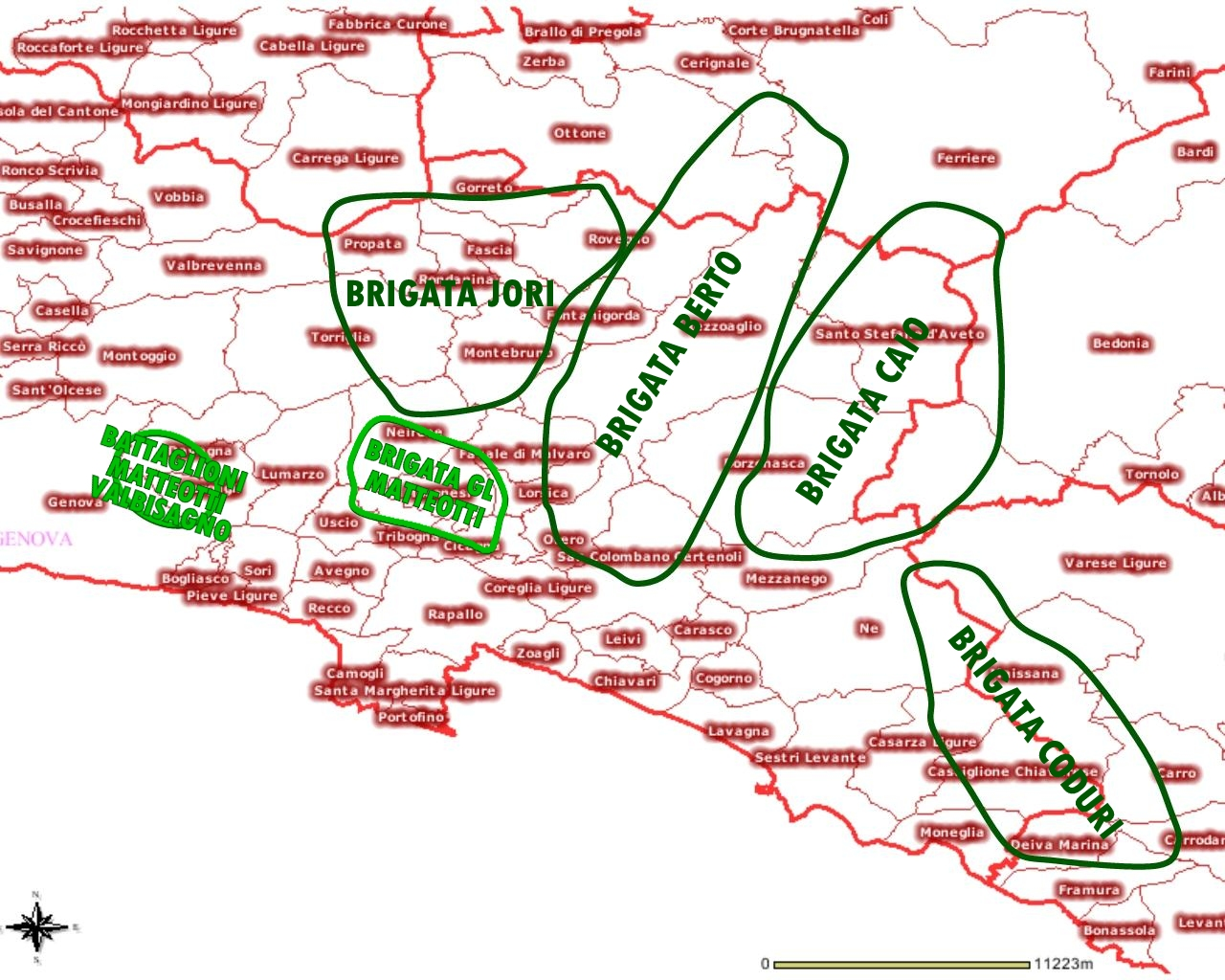
La Divisione Cichero nell'aprile 1945

Le fortune del movimento partigiano genovese arrivarono invece da quella che venne definita la VI Zona Operativa Ligure, e principalmente dalla Banda Cichero, comandata da Aldo Gastaldi Bisagno. La formazione, forte di un rigore morale ineccepibile, crebbe rapidamente, diventando prima Brigata, poi III Divisione Liguria Cichero nell'agosto 1944. La formazione era imperniata sulla 3ª Brigata Jori, attiva nella zona dell'Antola e dell'Alta Val Trebbia, sulla 57ª Brigata Berto, attiva in Val d'Aveto, sulla 58ª Brigata Oreste, dislocata in val Borbera e Val Curone.
Dipendenti dal Comando Zona ma a stretto contatto con la Divisione Cichero agivano anche la 59ª Brigata di Manovra Caio, nata dalla Banda dell'Istriano, originaria del versante parmense ma passata alla VI Zona, e la Brigata Coduri, nata dalla Banda Virgola (quest'ultima formazione ottenne il rango di Divisione dopo la Liberazione). In un secondo tempo venne stabilita l'istituzione di due Brigate Volanti, la Severino e la Balilla, con il compito di insinuarsi tra le linee nemiche, portando la guerriglia nella valli cittadine. La prima, formata da elementi provenienti dalla Brigata Berto, cominciò la propria attività in Valbisagno ad ottobre agli ordini di Michele Campanella; la seconda, guidata da Angelo Scala e formata da uomini scelti tra gli ex gappisti di Bolzaneto, raggiunse la Valpolcevera a novembre. Lo schieramento della Cichero si completò nello stesso mese con la nascita della Brigata Arzani, nata da una costola della Brigata Oreste ed attiva in territorio limitrofo. Il totale degli effettivi impegnati nella VI Zona superò le 4000 unità.
Nella zona erano attivi anche altri gruppi, visti spesso con sospetto dalla Cichero, perché dediti al banditismo più che alla guerriglia, come la Banda del Croato, se non reparti di controbanda, come la Banda Gigi. Vi era però anche la Brigata GL-Matteotti, che arrivò alla Liberazione forte di 500 uomini, ma che venne due volte disarmata dallo stesso Bisagno, perché ritenuta di scarso livello morale e militare. Inoltre erano attivi due Battaglioni Matteotti Valbisagno, sorti a partire dal settembre 1944 dalla fusione tra la Banda Zorro, una decina di uomini dislocati da qualche mese presso il fiume Lavagnola, ed altri elementi socialisti della zona inquadrati nelle altre formazioni. 

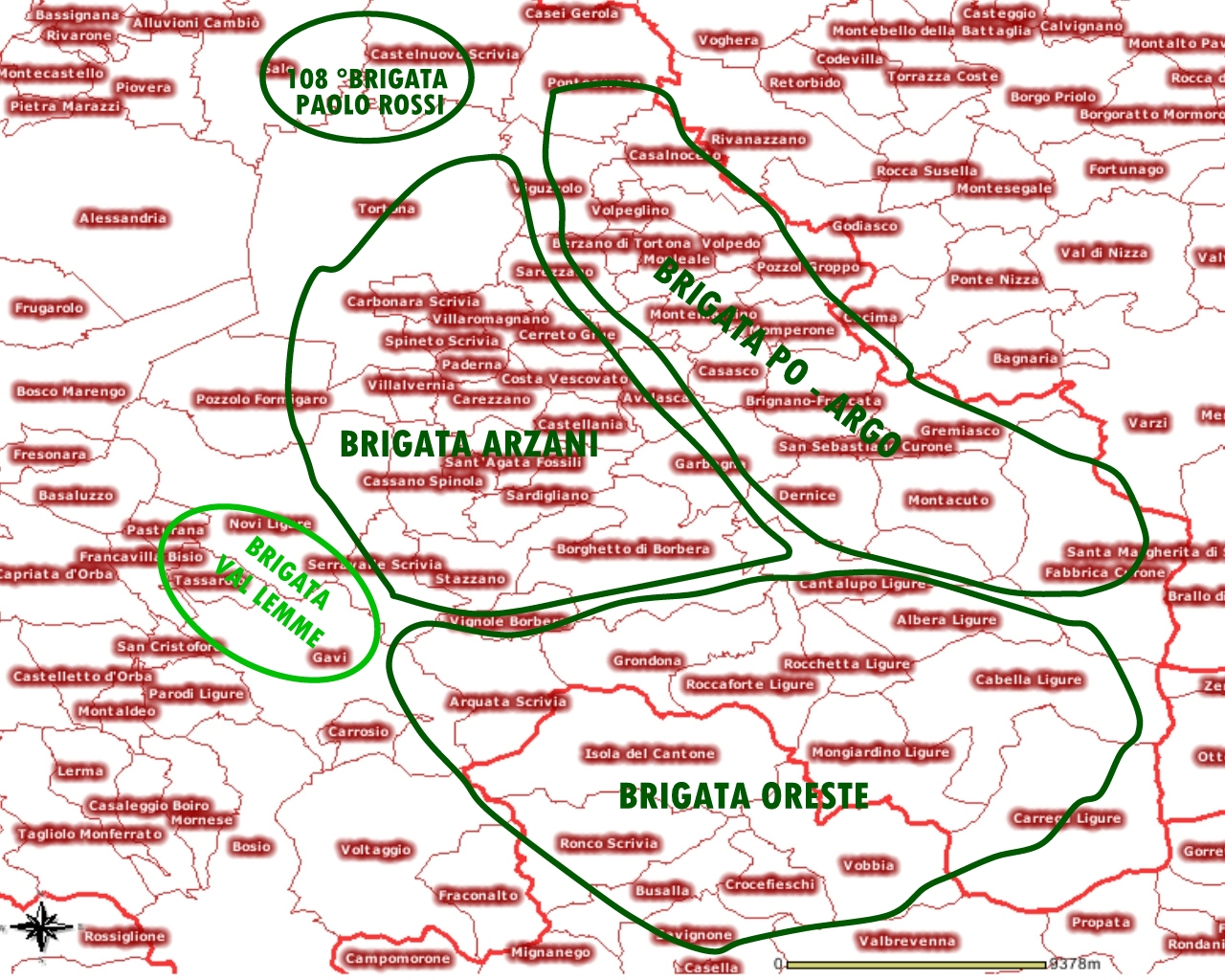
La Divisione Pinan-Cichero

 Nel marzo 1945 venne decisa una scissione all'interno della Divisione Cichero, che portò alla nascita della Divisione Pinan - Cichero. La nuova formazione vantava più di 1000 uomini dislocati tra Valle Scrivia, Val Borbera e Val Curone, suddivisi nelle brigate Oreste, Arzani e Po–Argo, cui si aggiungevano quelli della 108ª Brigata Paolo Rossi, brigata di pianura inizialmente dipendente dalla 10ª Divisione Alessandria ma passata alla VI zona già nel novembre 1944.
Il comando generale germanico dell'intera area genovese, con a capo Gunther Meinhold, risiedeva a Savignone

## Resistenza a Genova: le formazioni di città
La lotta partigiana si fece sentire anche nella città, soprattutto con l'azione dei Gruppi d'Azione Patriottica, attivi già dal settembre 1943. A Genova i nuclei principali si formarono nei maggiori centri industriali cittadini, come Sestri Ponente, Sampierdarena, dove agiva il gruppo comandato da Giacomo Buranello, e Bolzaneto, il cui gruppo gappista più tardi si riformò nella Brigata Volante Balilla. La prima azione si verificò il 28 ottobre 1943, in via Ernesto Rayper nel quartiere di Sampierdarena. Manlio Oddone, impiegato della Ansaldo, era un fascista della prima ora e aveva partecipato alla Marcia su Roma, dopo la quale era stato decorato con la Sciarpa Littorio ed era entrato nella Milizia Volontaria per la Sicurezza Nazionale: nel 1943 era capomanipolo (grado equivalente a tenente). Alle 17:00 di quel giorno, mentre entrava nella centrale telefonica di via Rayper con un commilitone, cadde nell'imboscata tesa da alcuni gappisti guidati da Buranello, che lo crivellarono con cinque colpi di rivoltella: fu il primo militare della RSI a rimanere ucciso a Genova e, in suo ricordo, via Rayper prese il suo nome fino al maggio 1945. Lasciò la moglie e due figli, dei quali il maggiore era entrato nelle Fiamme Bianche della GNR. Il corpo fu sepolto nel cimitero monumentale di Staglieno.

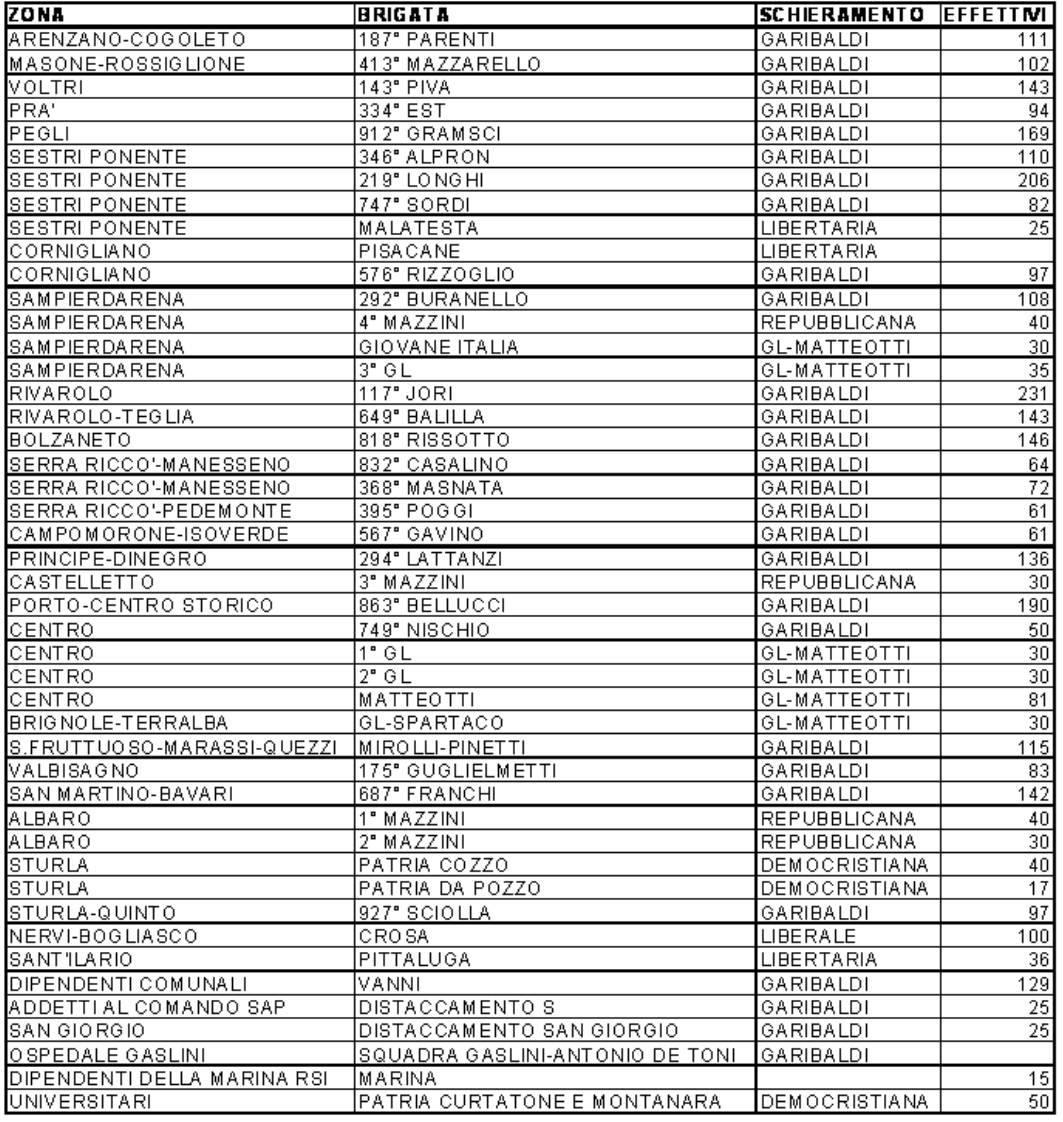
Schema delle formazioni SAP genovesi

Nell'estate 1944 furono create le Squadre d'Azione Patriottica (SAP). A Genova erano attive più di 40 SAP, principalmente di orientamento garibaldino. Il Comando Piazza, dal quale dipendevano, le suddivise in quattro settori.

Manlio Oddone, primo milite della RSI ucciso dai partigiani a Genova

Nel ponente cittadino agivano le SAP Garibaldi Piva, Est, Gramsci, Alpron, Longhi, Sordi e Rizzoglio, oltre alle Libertarie Pisacane e Malatesta.
Predominanza garibaldina anche nel cosiddetto settore centrale. Sampierdarena era controllata dalla Brigata SAP Garibaldi Buranello, ma vi agivano anche la IV Brigata Mazzini (repubblicana), la III Brigata GL e la Giovane Italia. In Valpolcevera erano presenti le brigata SAP Garibaldi Jori, Balilla, Rissotto, Casalino, Masnata, Poggi e Gavino.
Più eterogenei il centro ed il levante cittadino: a fianco delle brigate SAP Garibaldi Lattanzi, Nischio, Bellucci, Mirolli-Pinetti, Guglielemetti, Franchi e Sciolla erano infatti attive anche due brigate Mazzini, le brigate Patria Cozzo e Da Pozzo (di orientamento democristiano), la brigata liberale Crosa, la libertaria Pittaluga e quattro brigate GL-Matteotti (1°GL, 2°GL, Matteotti e GL-Spartaco).
Nei giorni della Liberazione non mancarono le formazioni spontanee, su tutte la Banda Raffe, formata da portuali, che prese il controllo dei caruggi e della zona di Principe.
Per quanto riguarda gli anarchici, in particolare, si ricorda la Brigata Malatesta di Sestri Ponente, attiva anche nella zona di Pegli, e la Pisacane, che aveva come zona operativa Cornigliano. In seguito a Sestri la Malatesta diventò Distaccamento libertario Pietro Gori (l'organico del distaccamento era composto da ventiquattro elementi comandati da Pietro Mascarino e dal vice Sergio Marchelli; Andrea Ottonello era il commissario politico e Paolo Nozza il vicecommissario), coordinata con le altre brigate.

## Il 25 aprile e la Liberazione: cronologia

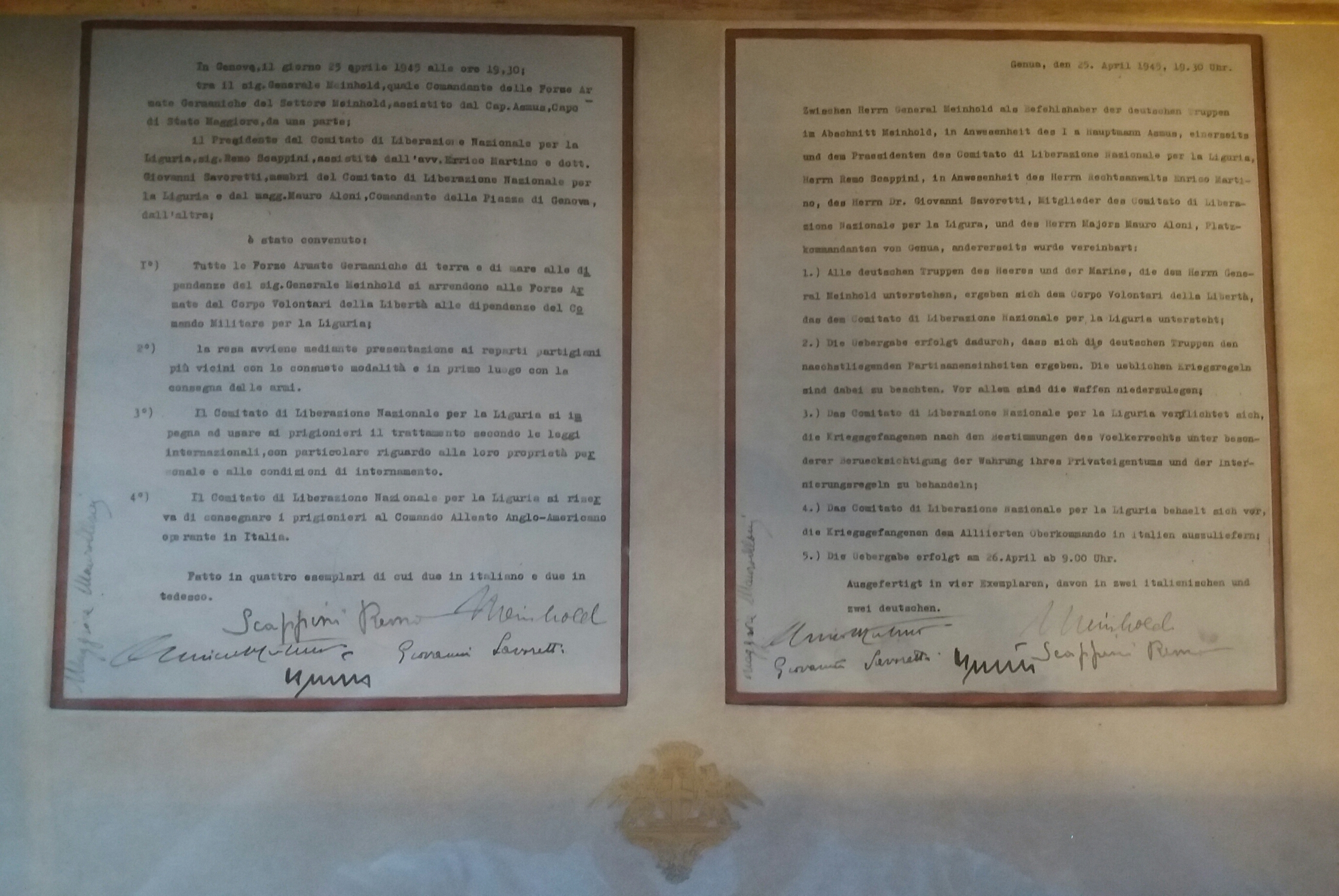
Atto di resa delle truppe tedesche al CLN di Genova

Testo dell'atto di resa delle forze tedesche a Genova:

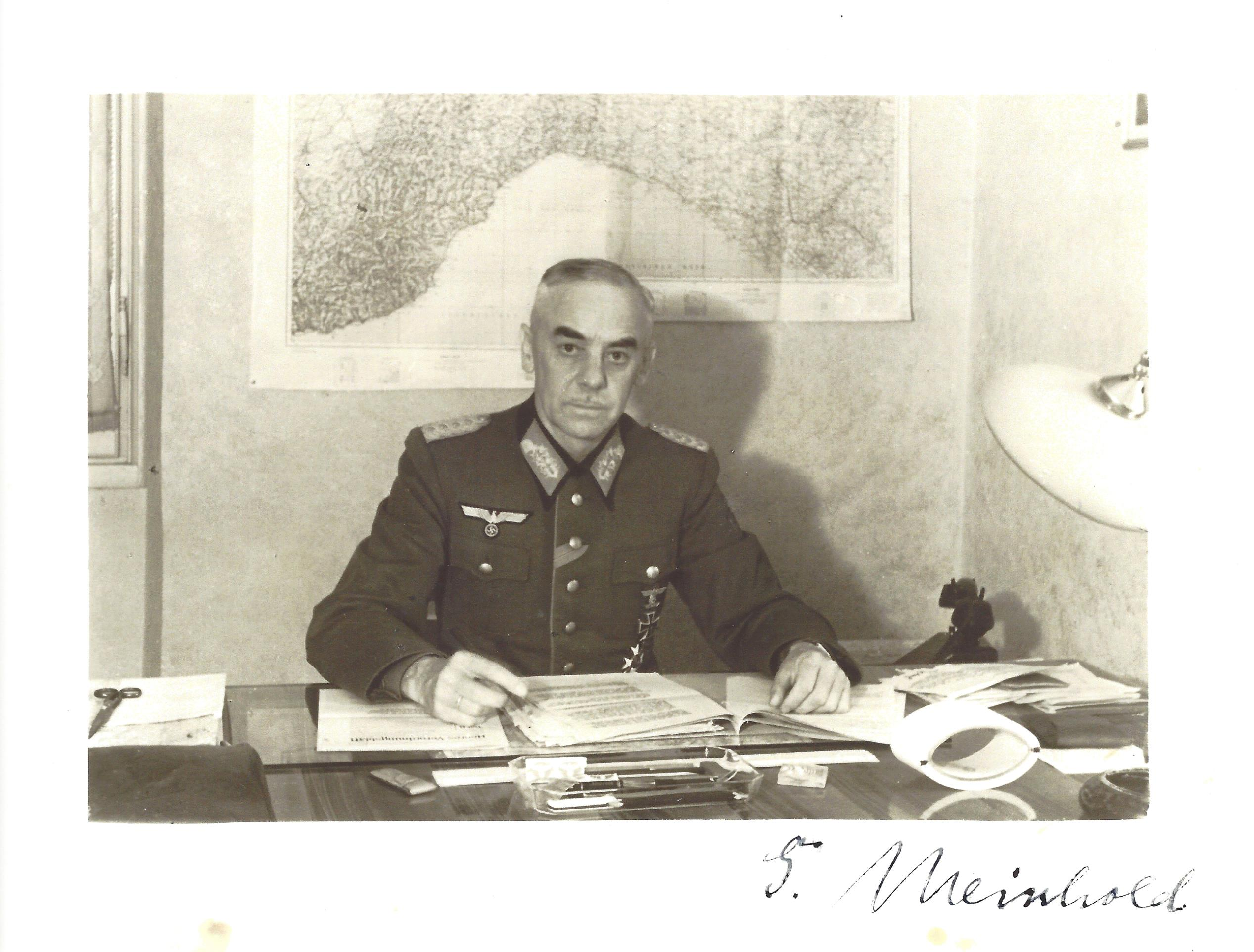
Il generale tedesco Günther Meinhold comandante per la piazza di Genova nel 1945

"In Genova il giorno 25 aprile 1945 alle ore 19:30, tra il sig. Generale Meinhold, quale Comandante delle Forze Armate Germaniche del settore Meinhold, assistito dal Capitano Asmus, Capo di Stato Maggiore, da una parte; il Presidente del Comitato di Liberazione Nazionale per la Liguria, sig. Remo Scappini, assistito dall'avv. Errico Martino e dott. Giovanni Savoretti, membri del Comitato di Liberazione Nazionale per la Liguria e dal Maggiore Mauro Aloni, Comandante della Piazza di Genova, dall'altra; è stato convenuto:
1. Tutte le Forze Armate Germaniche di terra e di mare alle dipendenze del sig. Generale Meinhold SI ARRENDONO alle Forze Armate del Corpo Volontari della Libertà alle dipendenze del Comando Militare per la Liguria;
2. la resa avviene mediante presentazione ai reparti partigiani più vicini con le consuete modalità e in primo luogo con la consegna delle armi;
3. il Comitato di Liberazione Nazionale per la Liguria si impegna ad usare ai prigionieri il trattamento secondo le leggi internazionali, con particolare riguardo alla loro proprietà personale e alle condizioni di internamento;
4. il Comitato di Liberazione Nazionale per la Liguria si riserva di consegnare i prigionieri al Comando Alleato anglo-Americano operante in Italia.

Documento in quattro esemplari di cui due in italiano e due in tedesco 
- 23 aprile:

Alle ore 21 riunione del Comitato Liberazione Nazionale Liguria per decidere se dare il via o no all'insurrezione. Il Comando germanico tramite il Cardinale Pietro Boetto ed il suo vescovo ausiliare Giuseppe Siri, che era in contatto con Paolo Emilio Taviani, era disposto a rinunciare alla distruzione del porto di Genova in cambio di 4 giorni di tregua che permettessero una ritirata sicura all'esercito tedesco. La discussione sull'ordine di insurrezione o meno fu accanita, alla fine con 4 voti contro due viene decisa l'insurrezione. Infine, a notte fonda, con quattro voti contro due il CLN liberò l'ordine di insurrezione.
- 24 aprile:

Alle cinque del mattino, dopo scambi di colpi con armi leggere, entrano in funzione i mortai. La battaglia più cruenta è a piazza De Ferrari, mentre le delegazioni del ponente Sestri Ponente, Cornigliano, Pontedecimo, Bolzaneto e Rivarolo e quelle del levante Quarto, Quinto al Mare sono già in mano agli insorti; quel che manca è la continuità fra i quartieri, ovvero Genova risulta tagliata in due, sulla Camionale le colonne tedesche sono bloccate in galleria e cominciano a necessitare di acqua. Il 24 trascorre e termina con una situazione pericolosa e confusa per la minaccia da parte del generale Meinhold, comandante tedesco per la piazza a Genova, di far fuoco con le batterie pesanti di monte Moro (cannoni di tipo navale) e con le batterie leggere dal porto direttamente sulla città; dalle forze alleate nessun aiuto poiché sono appena entrate alla Spezia. Nel frattempo il CLN si avvantaggia di un buon numero di prigionieri: viene pertanto deciso di imporre un ultimatum al generale Meinhold.
- 25 aprile:

Partigiani della Buranello sfilano a Sestri Ponente

All'alba riprendono i combattimenti nelle zone ancora occupate: alle 9 le SAP di Sestri espugnano Castello Raggio. Ore 9.39: si arrendono i presidi tedeschi di Voltri e Pra', un quarto d'ora dopo quello di Arenzano. In mattinata le SAP conquistano piazza Acquaverde (ma non la stazione di Genova Principe), le caserme di Sturla, l'ospedale di Rivarolo e diversi punti della Val Polcevera. Il partigiano-professore Stefano  (al secolo, Carmine Romanzi, che diverrà poi Rettore Magnifico dell'Università di Genova) raggiunge in ambulanza il comando tedesco di Savignone e consegna due lettere al generale Meinhold (una del Cardinale Boetto, l'altra con la proposta di resa del CLN). Meinhold è stato informato che le strade per la ritirata sulla linea controllata dal feldmaresciallo Albert Kesselring lungo il Po, sono presidiate dai partigiani (Divisione Pinan Cichero, al comando del partigiano Scrivia).
- L'epilogo: Alle 15, scortati dai partigiani, Meinhold e i suoi collaboratori arrivano a Genova a Villa Migone, nel quartiere di San Fruttuoso; alle 19.30 il generale Meinhold firma l'atto di resa, mentre poco prima, ore 17.30, un grosso contingente dei reparti ancora presenti nel porto si arrende ai partigiani. In totale si arrendono circa 6.000 soldati tedeschi. Alle 19 Carlo Russo informa che anche Savona è insorta.

## Riconoscimenti
Per la sua attività antifascista la città di Genova è insignita di medaglia d'oro al valor militare con la seguente motivazione:
I caduti il cui sangue non è sparso invano, i deportati il cui martirio brucia ancora nelle carni dei superstiti, costituiscono il vessillo che alita sulla città martoriata e che infervorò i partigiani del massiccio suo Appennino e delle impervie valli, tenute dalla VI zona operativa, a proseguire nella epica gesta sino al giorno in cui il suo popolo suonò la diana della insurrezione generale.

Piegata la tracotanza nemica, otteneva la resa del forte presidio tedesco, salvando così il porto, le industrie e l'onore. Il valore, il sacrificio e la volontà dei suoi figli ridettero alla madre sanguinante la concussa libertà e dalle sue fumanti rovine è sorta nuova vita santificata dall'eroismo e dall'olocausto dei suoi martiri. - 9 settembre 1943 - Aprile 1945»

## Filmografia

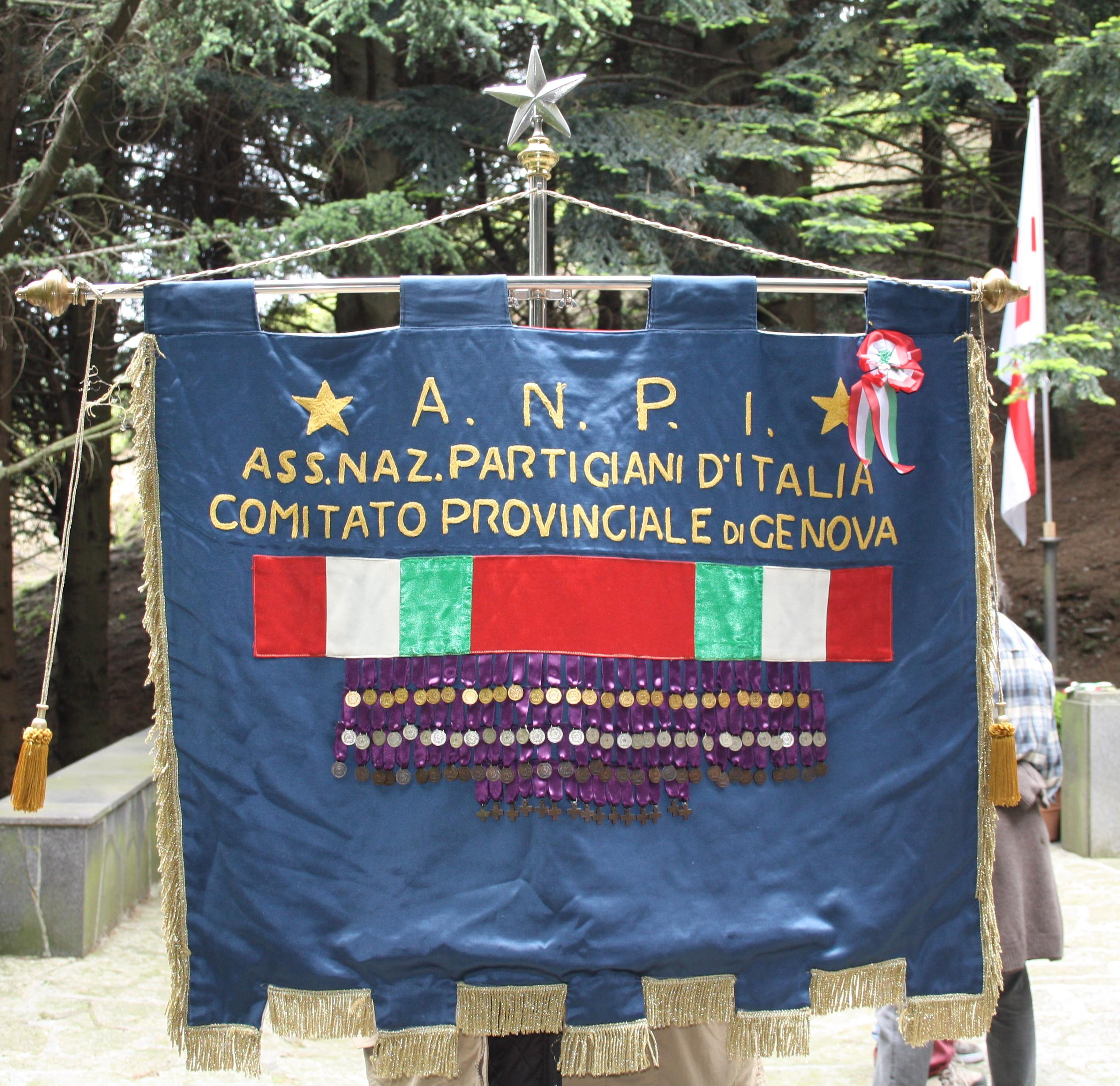
Il labaro dell'associazione provinciale di Genova dell'ANPI

Achtung! Banditi!, film del 1951 di Carlo Lizzani (interpretato da Gina Lollobrigida, Giuliano Montaldo e Andrea Checchi) che tratta l'argomento della Resistenza partigiana, è stato girato interamente a Genova e nelle valli del genovesato (soprattutto nella Valpolcevera) e fu autofinanziato con una raccolta di fondi.
Di particolare interesse è la figura dell'ingegnere interpretato da Andrea Checchi, che viene impiccato assieme al suo capo operaio, partigiano, nella fabbrica da loro salvata ma al momento occupata dai nazi-fascisti.
Altra figura focale è quello della giovane protagonista, interpretata da Gina Lollobrigida, il cui fratello appartiene alla Divisione Alpina Monterosa, addestrata per la caccia ai partigiani in Germania.
Al momento della scelta fatale, il fratello sparerà sui nazisti e non sui partigiani; e questo rispecchia un fatto storico accertato poiché due compagnie del battaglione "Vestone" della Monterosa passarono dalla parte della Resistenza dopo i contatti avuti con Aldo Gastaldi, capo partigiano conosciuto con il nome di battaglia di Bisagno